# Dániel Berzsenyi

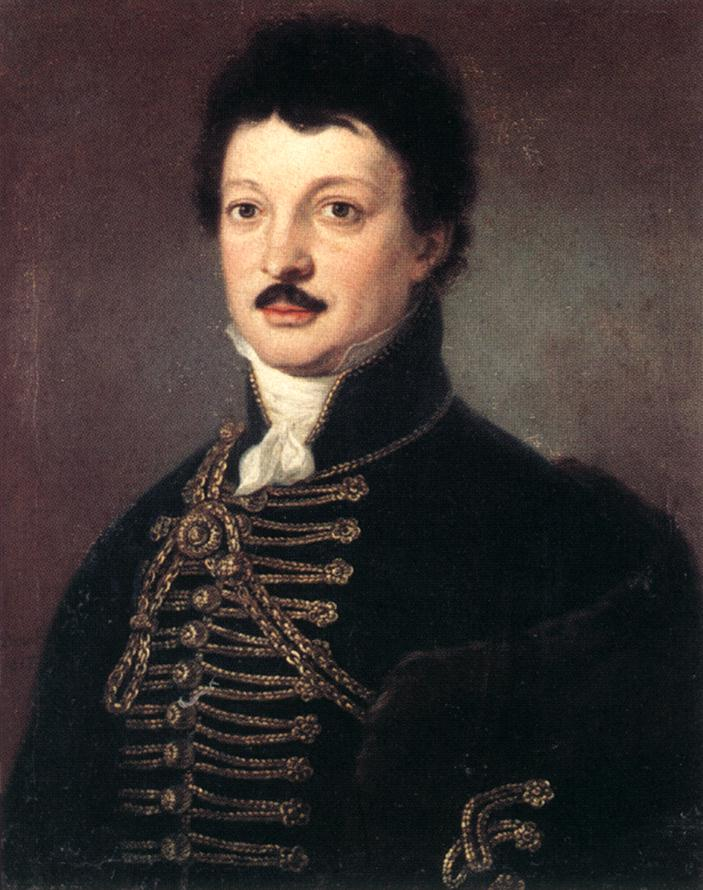
Dániel Berzsenyi

Dániel Berzsenyi (n. 1776 – d. 1836) a fost un scriitor maghiar.